# Vicariatul Ortodox Ucrainean din România
Vicariatul Ortodox Ucrainean din România (în ucraineană Православний Український вікаріат у Сиготі) este o unitate bisericească administrativă cu regim special misionar-pastoral, care are rolul de a coordona viața spirituală a credincioșilor ortodocși ucraineni din România. El este subordonat direct Patriarhiei Române.
În prezent, Vicariatul Ortodox Ucrainean din România își are sediul în orașul Sighetu Marmației (județul Maramureș), pe Str. Bogdan Vodă nr. 12. El este condus de către pr. vicar general Nicolae Lauruc.

## Statut organizatoric
Statutul Bisericii Ortodoxe Române, aprobat de Sfântul Sinod al BOR la 28 noiembrie 2007, prevede la articolul 6 că Vicariatul Ortodox Ucrainean, cu sediul în municipiul Sighetu Marmației, este o unitate dependentă direct de Patriarhia Română.
Articolul 73 al aceluiași statut conține o serie de prevederi cu privire la organizarea Vicariatului și anume :
- activitatea organizatorică a Vicariatului se desfășoară în conformitate cu un regulament propriu aprobat de Sfântul Sinod, la propunerea Patriarhului și se comunică ministerului de resort;
- Vicariatul se subordonează direct Patriarhiei Române. În acest context, Patriarhul este cel care numește pe conducătorul Vicariatului și pe protopopii care aparțin de Vicariat dintre preoții din Vicariat; el numește, transferă și sancționează preoții și diaconii din cuprinsul Vicariatului, la propunerea conducătorului Vicariatului, după consultarea acestuia cu Chiriarhul locului. De asemenea, pentru buna desfășurare a activității, Patriarhul poate apela la conducătorii episcopiilor pe raza cărora funcționează unitățile bisericești din Vicariat.
- Vicariatul este organizat în protopopiate, parohii și mănăstiri.
- unitățile bisericești din cuprinsul Vicariatului primesc Antimisul, Sfântul și Marele Mir și pastoralele chiriarhale de la Patriarhia Română.

## Istoric
Cei mai mulți dintre ucrainienii din România au fost până în anul 1948 de confesiune greco-catolică. Desființarea Bisericii Române Unite cu Roma în anul 1948 a însemnat și desființarea Vicariatului Greco-Catolic Ucrainean din România.
În anul 1948, pentru credincioșii ucraineni trecuți la ortodoxie, a fost înființat un Vicariat General Ucrainean cu sediul la Sighetu Marmației (județul Maramureș), care cuprindea parohii din Maramureș, Transilvania, Crișana și Banat. Vicariatul a fost desființat în anul 1952, fiind transformat în protopopiat ortodox ucrainean de coordonare, cu sediul în comuna Poienile de sub Munte (județul Maramureș) și aflat în subordinea Episcopiei Ortodoxe de Cluj. Această organizare a funcționat până în anul 1990, primind anual sprijin financiar de la Patriarhia Română.

În perioada regimului comunist, în anul 1963, au fost desființate școlile în limba ucraineană, bisericile ucrainene rămânând singurul loc unde s-a vorbit în limba ucraineană. 
După Revoluția din decembrie 1989, Vicariatul Ortodox Ucrainean, cu sediul la Sighet, a fost reînființat, fiind recunoscut de Sfântul Sinod al Bisericii Ortodoxe Române în ședința de lucru din 12 februarie 1990. El este o unitate autonomă din punct de vedere administrativ, dar subordonat canonic Patriarhiei Bisericii Ortodoxe Române.

## Organizarea Vicariatului
În prezent, Vicariatul Ortodox Ucrainean din România este organizat în două protopopiate: 
- Protopopiatul Sighet - pentru credincioșii ortodocși ucraineni din județul Maramureș și
- Protopopiatul Lugoj (județul Timiș) - pentru credincioșii ortodocși ucraineni din județele Timiș și Caraș-Severin

Cele două protopopiate își întind jurisdicția asupra a 32 de parohii cu 32 de lăcașuri de cult în care slujesc 27 de preoți și a trei mănăstiri înființate după 1990: două mănăstiri de maici - dintre care una la Rona de Sus (jud. Maramureș) și una de călugări - la Ruscova (jud. Maramureș). Credincioșii sunt în număr de circa 53.300 și folosesc calendarul iulian.
Parohiile ucrainene din Maramureș sunt așezate de-a lungul râului Tisa, în apropiere de granița cu Ucraina. Comunitatea ucraineană din Banat datează de la începutul secolului al XX-lea, când ucrainenii au venit la munci forestiere în satele Zorile, Copăcele, Cornuțel, Cornuțel de Banat. Familiile de forestieri ucraineni au format sate. Odată cu emigrarea germanilor din Banat în Germania, casele nemților au fost cumpărate după anul 1970 de ucrainenii veniți din Maramureș, care au format sate de ucraineni.
Protopopiatul Lugoj a fost înființat în noiembrie 1990, în urma eforturilor depuse de organizația culturală ucraineană locală. Inițial, au existat șase parohii; mai târziu, cea din Copăcele a revenit la structura Bisericii Ortodoxe Române, dar s-au adăugat alte nouă parohii, ajungând la un număr total de 14 parohii în anul 2005. Parohiile de la Criciova, Cornuțel și Zorile funcționează în biserici pre-existente, în timp ce pentru restul au fost construite clădiri noi, cu excepția celei de la Remetea Mică, care ține slujbele religioase în biserica romano-catolică din localitate.
Bisericile ortodoxe ucrainene sunt biserici construite de credincioșii ucraineni după Revoluția din decembrie 1989. Slujbele bisericești sunt ținute în limba ucraineană, dar în satele în care sunt și români se slujește și se predică și în limba română. Ritul după care se slujește este ritul ortodox ucrainean cu calendarul pe stilul vechi.
În satele în care sunt și credincioși ortodocși români, aceștia participă la slujbele oficiate și în bisericile ucrainene. La sărbătorile mari (de obicei la hramuri) există obiceiul să fie invitați preoți români, ierarhi ai Bisericii Ortodoxe Române, preoți din Ucraina și ierarhi ai Bisericii Ortodoxe din Ucraina.

## Imagini

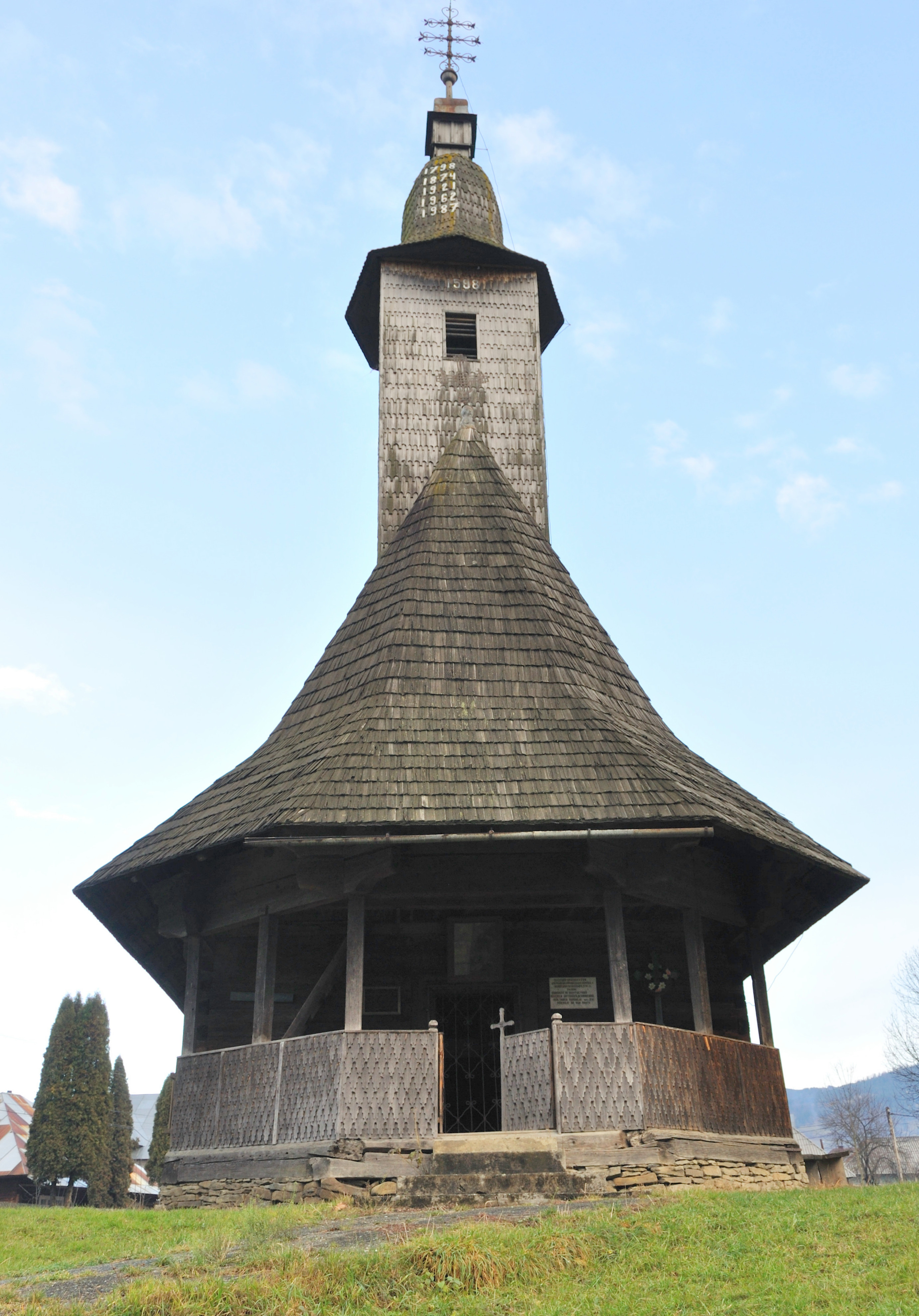
Biserica de lemn din Poienile de sub Munte (1798)
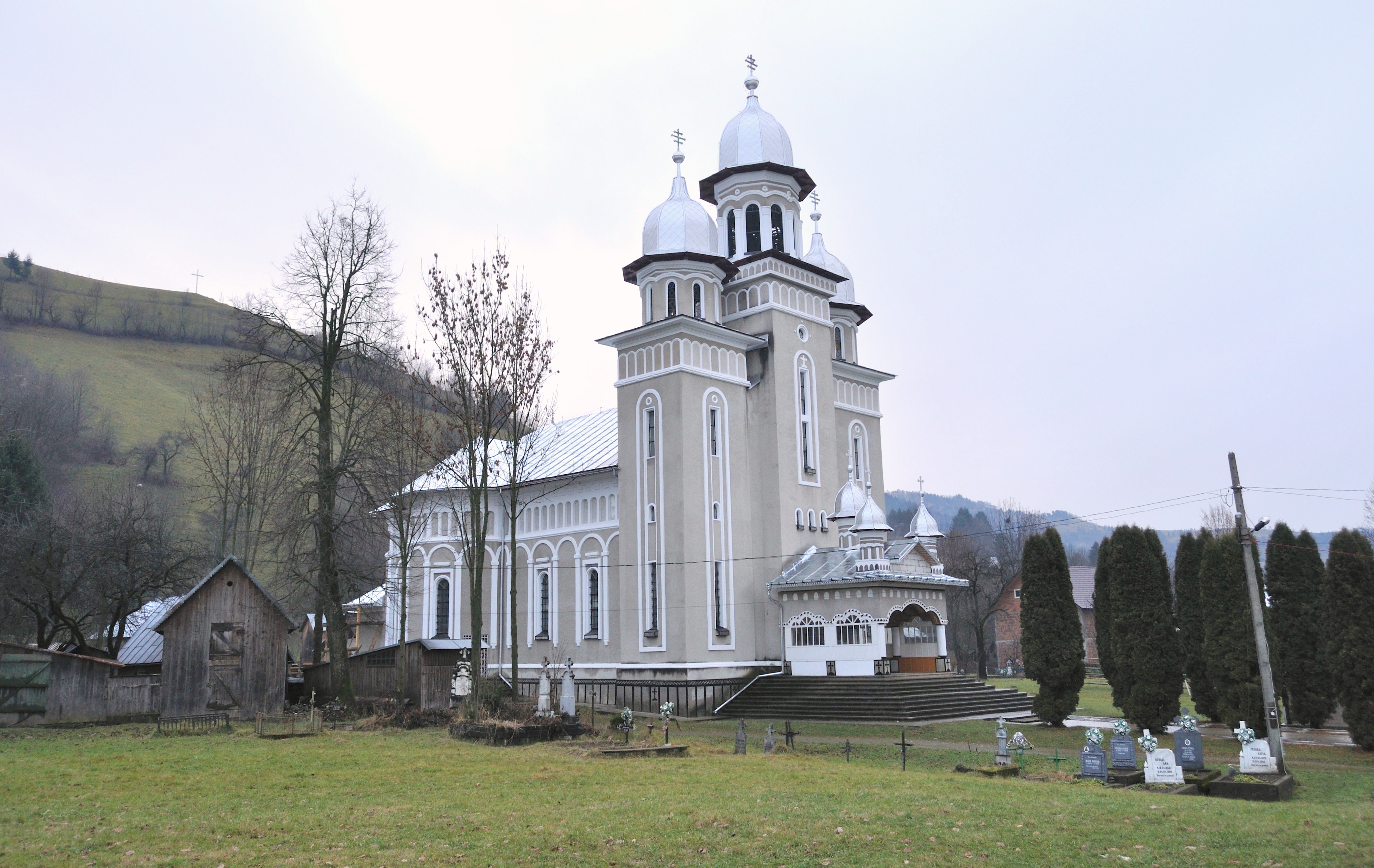
Biserica de zid din Poienile de sub Munte
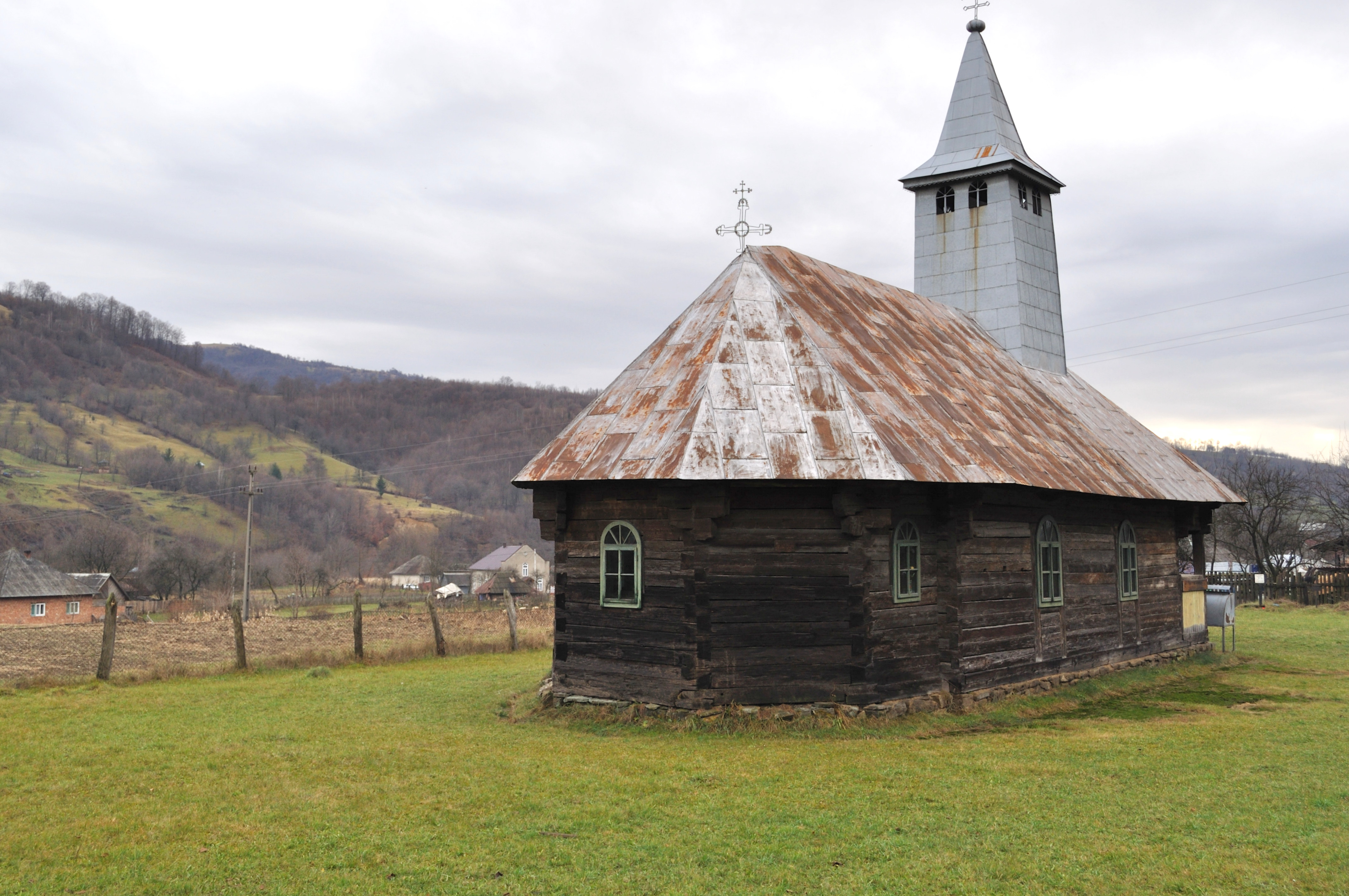
Biserica de lemn din Ruscova (1954, încorporând elemente din 1779)
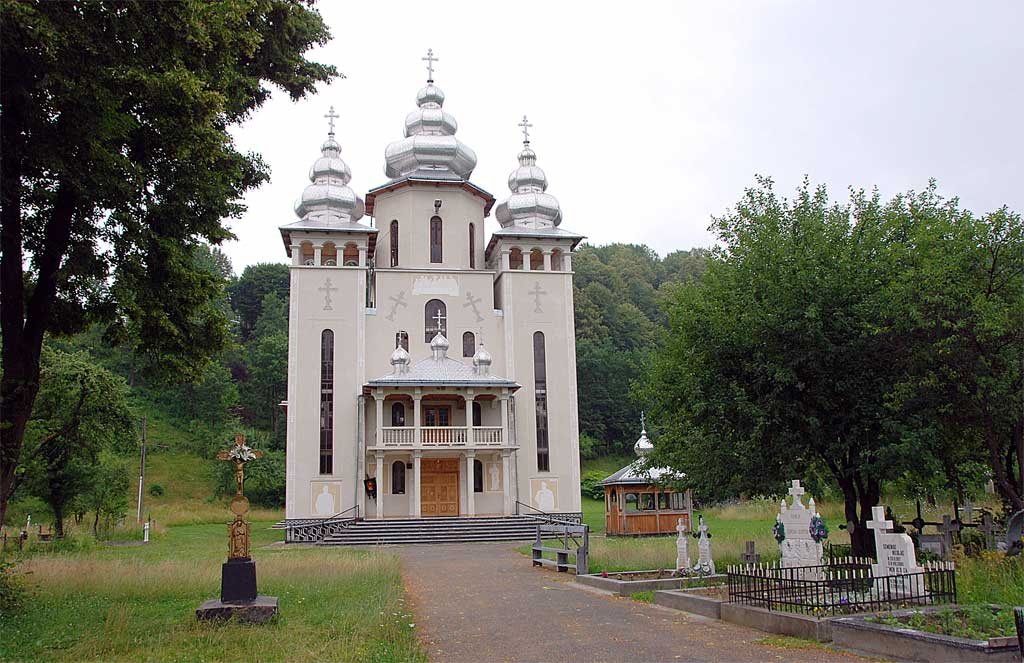
Biserica din Crasna Vișeului
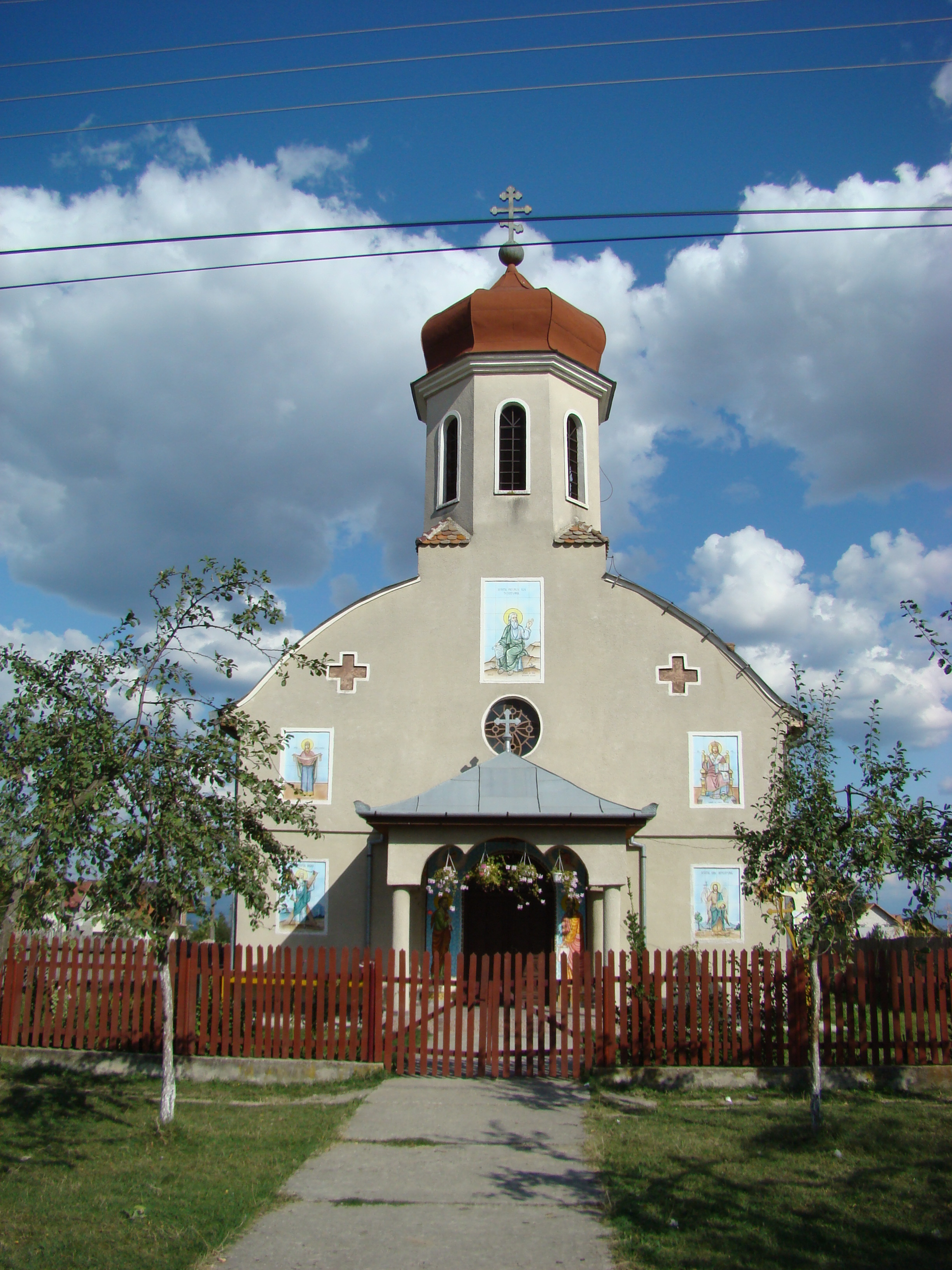
Biserica din Știuca